# Bataille de Castelo Rodrigo
La bataille de Castelo Rodrigo a eu lieu le 7 juillet 1664, près de Figueira de Castelo Rodrigo, entre les forces espagnoles et portugaises dans le cadre de la guerre de Restauration qui s'est déroulée presque entièrement dans l'Alentejo, où ont eu lieu les batailles importantes comme celles d’Elvas, d'Ameixial et de Montes Claros.
Guerre de Restauration du Portugal
Batailles
- Montijo
- Elvas
- Estremoz
- Castelo Rodrigo
- Villaviciosa (Montes Claros)

Après leurs échecs dans l'Alentejo, et souhaitant venger le pillage du village espagnol de Sobradillo par les forces portugaises commandées par Pedro Jacques de Magalhães, les espagnols passent à l'attaque. Une armée de 7 000 hommes, munie de 9 pièces d'artillerie, sous les ordres de Gaspar Téllez-Girón y Sandoval (duc d'Osuna), entra sur le territoire portugais à travers la frontière de la Beira et mit le siège devant la ville de Castelo Rodrigo.
Le château de Castelo Rodrigo n'avait à ce moment qu'une petite garnison de 150 hommes. Mis au courant, Pedro Jacques de Magalhães se hâta de réunir le plus grand nombre de forces portugaises disponibles et vola au secours de Castelo Rodrigo.
Une bataille s'ensuivit à Salgadela, dans la freguesia de Mata de Lobos, aux confins de la commune de Castelo Rodrigo (d'où le deuxième nom qui lui est donné : bataille de la Salgadela). Après avoir repoussé le premier assaut, le commandant portugais, profitant de la fatigue des troupes espagnoles, contre-attaqua, forçant l'ennemi à se retirer.
La tradition locale affirme que le duc d'Osuna et Juan José d'Autriche lui-même s'échappèrent déguisés en moines, il n'en reste pas moins qu'un butin précieux resta aux mains des Portugais, y compris les archives du duc d'Osuna, avec des documents qui présentent le plus grand intérêt historique.
Pour célébrer cette victoire, on a dressé une stèle commémorative à l'intention des passants.